# Graf van Merlijn
Het graf van Merlijn is een megaliet in het bos van Paimpont in Bretagne. Volgens de overlevering gaat het om de tombe van Merlijn de tovenaar uit de Arthursage. In een bepaalde variant van de legende sterft Merlijn door zijn liefde voor de fee Viviane in het legendarische  bos Brocéliande. In een andere versie wordt hij in een magische cirkel opgesloten door de fee, waar hij vrijwillig bij haar blijft.
Het graf van Merlijn is het overblijfsel van een ganggraf. Het hunebed uit het neolithicum bestond uit acht blokken leisteen. 
In 1820 schreef de geleerde J.C.D. Poignand dat Merlijn in het bos van Paimpont begraven zou zijn. Felix Bellamy gaat in 1889 op onderzoek en volgt aanwijzingen van de lokale bevolking. Hij vindt het graf. Hierna gaan grafrovers op zoek en vernielen de beweegbare onderdelen van het hunebed. Er zijn nu slechts twee draagstenen overgebleven. Tussen deze draagstenen groeit een hulst.
Bezoekers laten hier papieren achter. De wens die op dit papier staat geschreven, zou door Merlijn worden vervuld. 
Er wordt gezegd dat het graf van Merlijn is verplaatst naar een plek die door toeristen bezocht kan worden. De oorspronkelijke vindplaats zou verstopt zijn.